# Esquadró de Sapadors Paracaigudistes
L'Esquadró de Sapadors Paracaigudistes (oficialment en castellà: Escuadrón de Zapadores Paracaidistas, EZAPAC) és una unitat d'operacions especials de l'Exèrcit de l'Aire Espanyol encarregat de les missions de suport a les unitats aèries. Com a Forces especials van ser les primeres unitats de l'exèrcit espanyol en missions de comando.

## Història
El 1946 es va constituir a l'aeròdrom d'Alcalá de Henares la "Primera Bandera de la Legió de Tropes d'Aviació" com a unitat independent i predecessora de la "Primera Bandera de Paracaigudistes d'Aviació" creada l'any 1947, com antecessora de l'EZAPAC, i el 2 de setembre de 1947 la unitat es va traslladar a l'aeròdrom d'Alcantarilla. El 1953 es van anomenar "Primer Esquadró de Paracaigudistes", el 1965 "Esquadrilla de Sapadors" i, a partir de 2002, "Esquadró de Sapadors Paracaigudistes".
Després de la Guerra d'Ifni va canviar l'habitual casquet de caserna per la boina negra amb l'emblema de l'Esquadró sobre ella.

### Història operativa

Emblema

Destinat a Ifni, va participar en la Guerra d'Ifni entre el 1957 i el 1958, entrant en combat contra les tropes rebels de la zona.
El 7 de novembre de 1975, en el marc de l'Operació Oreneta per l'evacuació de l'antic Sàhara Espanyol es va traslladar a Gando on va romandre fins al 20 de desembre de 1975, data en què va tornar al seu estacionament d'Alcantarilla.
Durant els anys 1972, 1979, 1980 i 1981 la unitat va rebre cursos HALO/HAHO, llançaments paracaigudistes a alta cota fent ús d'oxigen de la Força Aèria Nord-americana (USAF), adquirint un alt nivell d'instrucció, mitjans i procediments en aquest tipus de llançaments, fins al punt de batre el rècord d'Espanya d'altura de llançament. També ha aconseguit el rècord de distància (50 quilòmetres) en modalitat HAHO.
El 1983 se li va assignar com a comesa secundària la instrucció de tripulacions aèries en matèria de supervivència, i es va dissoldre la SAATAC (Sección de Apoyo Aéreo Táctico) de l'EZAPAC, i el seu personal i mitjans van ser destinats a la recent creada EATAM ("Esquadrilla de Suport al Transport Aeri Militar", avui l'EADA) que es va ubicar a la base aèria de Saragossa.
El 8 de gener de 1987 la unitat va iniciar la seva participació en destacaments SAR a La Corunya amb missions de rescat marítim i va participar el 20 de juliol de 1987 en la Primera Trobada Internacional de Supervivència Aèria amb nou països de l'OTAN a la Base Aèria d'Alcantarilla.
El 9 de febrer de 1994 es va reestructurar la unitat segons Resolució 705-04-94 del Cap de l'Estat Major de l'Aire, per la que es va potenciar, augmentant la seva plantilla i mitjans, assignant-li el rol principal de Força d'Operacions Especials.
L'EZAPAC finalitza mig segle d'ús d'una lligadura simbòlica: la boina negra paracaigudista per excel·lència va ser substituïda el 18 de maig de 1997 per la boina verda. Tot i aquest canvi històric, s'ha conservat a la nova boina verda l'orla i cintes negres, amb què els paracaigudistes dediquen un record permanent als seus caiguts. L'any 1997 l'equip d'Al filo de lo imposible i l'EZAPAC van batre el seu rècord d'Espanya de salt en caiguda lliure des d'alta cota (38.500 peus).
El 3 de maig de 2002 l'Esquadrilla de Sapadors Paracaigudistes es va constituir en l'Esquadró de Sapadors Paracaigudistes, segons la Instrucció número 81-2002 d'11 d'abril del Cap de l'Estat Major de l'Aire.
L'11 d'abril de 2006, l'EZAPAC va passar a formar part de les unitats de combat juntament amb quatre Ales i un Grup de Combat, segons Reial decret 416-2006.

### Missions internacionals
La participació de l'EZAPAC ha estat constant en diferents missions a l'estranger. Per primera vegada ho va fer en missions de pau sota el paraigües de l'ONU a Namíbia (missió UNTAG) dins del primer destacament de l'EA amb l'Ala 35, començant el 12 de març de 1989 i finalitzant el 3 d'abril de 1990, després de las celebració de les eleccions en aquest país. El 22 d'agost de 1993 va començar la participació de la unitat a la missió UNPROFOR de l'ONU amb equips de control aerotàctic durant la Guerra de Bòsnia, continuant a les successives missions d'implementació i estabilització de la força (IFOR i SFOR de l'OTAN) fins al 6 de juliol de 2000.
El 18 de setembre de 1994 la unitat participa amb equips de seguretat i protecció en el desplegament d'un destacament de l'Ala 35 a la missió UNAMIR de l'ONU a territori de Ruanda (amb base a Nairobi, Kenya) després del Genocidi de Ruanda entre les ètnies rivals d'Hutus i Tutsis.
Dins de l'Operació Llibertat Duradora de lluita contra el terrorisme internacional, va estar a Djibouti donant protecció a un destacament d'avions Lockheed P-3 Orion del Grup 22 des del 2002 al 2004 i a Mazar-e Sharif de suport a les primeres eleccions democràtiques de l'Afganistan, intervenint amb tres equips de control aerotàctic TACP-FAC entre l'agost i el desembre de 2004.
Des de maig de 2005, l'EZAPAC forma part de la ISAF a l'Afganistan. Els tres equips de control aerotàctic TACP assignats han estat donant suport a la Companyia QRF (Quick Reaction Force) des de la Base Aèria Avançada FSB d'Herat, i a l'Equip Provincial de Reconstrucció PRT (Provincial Reconstruction Team) de Qala-i Naw a la província de Badghis.
Altres aportacions a ISAF la constitueixen els equips Para-rescue Jumper integrats a la unitat d'helicòpters SuperPuma del destacament HELISAF, per donar seguretat i ajut a l'evacuació mèdica amb base a Herat, i la contribució en l'entrenament de batallons afganesos amb els equips Operational Mentoring and Liaison Teams.